# Of Kingdom and Crown
Of Kingdom and Crown (a veces estilizado como ØF KINGDØM AND CRØWN) es el décimo álbum de estudio de la banda estadounidense de groove metal Machine Head, publicado a través del sello discográfico Nuclear Blast el 26 de agosto de 2022. Es el único álbum de la banda que cuenta con el  guitarrista Wacław Kiełtyka. Matt Alston, quien se unió a la banda al mismo tiempo, no toca en el álbum; en cambio, las funciones de batería están a cargo de Navene Koperweis, quien actuó como baterista de sesión para el álbum. El primer álbum conceptual de la banda Of Kingdom and Crown está ambientado en un páramo futurista y gira en torno a dos personajes, Ares y Eros, quienes se embarcan en sus propias matanzas tras la muerte de sus seres queridos.
Of Kingdom and Crown fue recibido positivamente por los críticos, muchos de los cuales lo comentaron como un regreso a la forma de la banda, además de elogiar la diversidad del álbum y la interacción y musicalidad de la banda, que se describió como más pesado y más técnico que los esfuerzos anteriores.

## Temas de las letras
Of Kingdom and Crown es el primer álbum conceptual de la banda. El líder de la banda, Robb Flynn, describió la trama general del concepto del álbum a Blabbermouth;

"El concepto está ambientado en un páramo futurista donde el cielo siempre es rojo carmesí, y se basa en dos personajes. El personaje número uno se llama Ares [pronunciado Aries], y pierde al amor de su vida, Amethyst, y emprende una aventura. alboroto asesino contra las personas que la mataron. El personaje número dos es Eros [flechas pronunciadas], que pierde a su madre por una sobredosis de drogas y, en su espiral descendente, la depresión, se radicaliza por este líder carismático y sigue su propia ola de asesinatos y es una de las personas que mataron a Amethyst. Así que la letra detalla cómo se entrelazan sus vidas".

Robb Flynn describió el concepto inicial de Of Kingdom and Crown como "un arco narrativo muy estadounidense" en el que había un buen tipo que ganaba. Si bien Flynn pensó que el concepto era "bueno", no estaba contento con él cuando descubrió que no podía conectarse emocionalmente con él. Después de ver la serie de anime Attack on Titan, en la que los dos hijos de Flynn lo habían metido a él y a su familia durante la Pandemia de COVID-19, a Flynn se le “apagó la bombilla” y reescribió el concepto para convertir a los dos protagonistas en antihéroes. Flynn escribió la mayoría de las letras del álbum "en su cabeza", y a las 3 a. hacer que todo rime, trataría de hacer una secuencia con eso, y luego volvería a la cama y luego me despertaría y lo miraría a la mañana siguiente y luego lo cantaría o intentaría jugar con él. Y creo que el solo hecho de hacerlo, desmenuzarlo así todos los días, realmente ayudó a que la historia se uniera". Si bien la mayoría de las letras del álbum fueron escritas únicamente por Flynn, Jared McEachern y Wacław Kiełtyka también ayudaron a contribuir con las letras y las melodías, con McEachern y Flynn "rebotando" ideas entre sí.

## Lista de canciones
Todas las canciones escritas y compuestas por Robb Flynn, excepto donde se indique. 
| N.º | Título                            | Duración |  |
| 1.  | «Slaughter the Martyr»            | 10:25    |  |
| 2.  | «Choke on the Ashes of Your Hate» | 4:06     |  |
| 3.  | «Become the Firestorm»            | 4:59     |  |
| 4.  | «Overdose»                        | 0:58     |  |
| 5.  | «My Hands Are Empty»              | 5:29     |  |
| 6.  | «Unhallowed»                      | 6:29     |  |
| 7.  | «Assimilate»                      | 0:59     |  |
| 8.  | «Kill Thy Enemies»                | 5:40     |  |
| 9.  | «No Gods, No Masters»             | 4:18     |  |
| 10. | «Bloodshot»                       | 4:20     |  |
| 11. | «Rotten»                          | 4:32     |  |
| 12. | «Terminus»                        | 1:12     |  |
| 13. | «Arrows in Words from the Sky»    | 5:55     |  |

| Digipak and box set bonus tracks |                                           |          |  |
| N.º                              | Título                                    | Duración |  |
| 14.                              | «Exteroception»                           | 4:46     |  |
| 15.                              | «Arrows in Words from the Sky (acústico)» | 5:54     |  |

Notas
- Todas las pistas están estilizadas en mayúsculas y todas las letras O están estilizadas como "Ø".

## Créditos
- Robb Flynn - Voz y Guitarra líder
- Wacław Kiełtyka - Guitarra líder
- Jared MacEachern - Bajo
- Matt Alston - Batería (acreditada pero no actuó)
- Navene Koperweis - Batería (baterista de sesión en apoyo a Matt Alston)
- Logan Mader - Guitarra (guitarra de apoyo para la pista 5)